# Jean Colson
Jean Colson, né le 24 octobre 1734 à Manoncourt-sur-Seille (Meurthe-et-Moselle) et mort en 1801 en Allemagne, est un prêtre catholique français.Il est le fils de Toussaint Colson (~1688-1748) et de Marie Franiatte (~1693-1757).

## Biographie
Curé de Nitting, élu député du clergé du bailliage de Sarreguemines aux États généraux de 1789, il participe à la messe d'ouverture du 4 mai en l'église Saint-Louis de Versailles en présence de la famille royale et s'attache aux pas de l'évêque de Nancy Anne-Louis-Henri de La Fare : « Pendant icelle, l'évêque de Nancy prononça avec beaucoup d'éloquence un discours analogue à la circonstance qui fut fort applaudi. Le clergé en demanda l'imprimé. Il répondit avec beaucoup de modestie, cependant de manière à nous le faire espérer, et cependant nous ne l'avons pas vu. Celui qu'on a osé imprimer sous ce titre est un faux et n'approche pas de cent degrés celui que le prélat avait débité. »

## Sources
- A. Benoit, « Notes d'un curé saargovien, député aux états Généraux », Revue nouvelle d'Alsace-Lorraine, t. 8, juin 1887-mai 1888.